# Lalonde Gordon
Lalonde Gordon (n. 25 noiembrie 1988, Tobago, Trinidad și Tobago) este un sprinter ce a reprezentat Trinidad și Tobago, medaliat olimpic. A participat la 2 ediții ale Jocurilor Olimpice (2012, 2016) în care a câștigat două medalii de bronz în probele de 400 de metri și 4x400 de metri.

## Palmares
| An   | Competiție                  | Locație                    | Loc | Eveniment | Note    |
| ---- | --------------------------- | -------------------------- | --- | --------- | ------- |
| 2012 | Campionatul Mondial în sală | Istanbul, Turcia           | –   | 400 m     | DS      |
| 2012 | Campionatul Mondial în sală | Istanbul, Turcia           | 3   | 4x400 m   | 3:06,85 |
| 2012 | Jocurile Olimpice           | Londra, Marea Britanie     | 3   | 400 m     | 44,52   |
| 2012 | Jocurile Olimpice           | Londra, Marea Britanie     | 3   | 4x400 m   | 2:59,40 |
| 2013 | Campionatul Mondial         | Moscova, Rusia             | 24  | 200 m     | 21,14   |
| 2013 | Campionatul Mondial         | Moscova, Rusia             | 5   | 4×400 m   | 3:01,74 |
| 2014 | Campionatul Mondial în sală | Sopot, Polonia             | 5   | 400 m     | 46,39   |
| 2014 | Ștafetele Mondiale          | Nassau, Bahamas            | 3   | 4×400 m   | 2:58,34 |
| 2015 | Ștafetele Mondiale          | Nassau, Bahamas            | 7   | 4×400 m   | 3:03,10 |
| 2015 | Campionatul Mondial         | Beijing, China             | 9   | 400 m     | 44,70   |
| 2015 | Campionatul Mondial         | Beijing, China             | 2   | 4×400 m   | 2:58,20 |
| 2016 | Campionatul Mondial în sală | Portland, Statele Unite    | 6   | 400 m     | 47,62   |
| 2016 | Campionatul Mondial în sală | Portland, Statele Unite    | 3   | 4×400 m   | 3:05,51 |
| 2016 | Jocurile Olimpice           | Rio de Janeiro, Brazilia   | 18  | 400 m     | 45,13   |
| 2016 | Jocurile Olimpice           | Rio de Janeiro, Brazilia   | –   | 4×400 m   | DS      |
| 2017 | Ștafetele Mondiale          | Nassau, Bahamas            | 4   | 4×400 m   | 3:03,17 |
| 2017 | Campionatul Mondial         | Londra, Marea Britanie     | 15  | 400 m     | 45,20   |
| 2017 | Campionatul Mondial         | Londra, Marea Britanie     | 1   | 4×400 m   | 2:58,12 |
| 2018 | Campionatul Mondial în sală | Birmingham, Marea Britanie | 4   | 4x400 m   | 3:02,52 |

## Legături externe
- Materiale media legate de Lalonde Gordon la Wikimedia Commons
- en Lalonde Gordon la World Athletics
- en Lalonde Gordon la Olympedia.org